# 3 lbs
3 libras fue una serie de televisión estadounidense que se emitió en la cadena CBS del 14 al 28 de noviembre de 2006, en sustitución de la cancelada serie Smith. El programa en sí fue cancelado tres semanas más tarde debido a la baja audiencia. El título se refiere al hecho de que el cerebro humano promedio pesa aproximadamente tres libras. La serie sigue las carreras de medicina del destacado neurocirujano Douglas Hanson (interpretado por Stanley Tucci) y su protegido, Jonathan Seger.
El programa fue promocionado como "El próximo gran drama médico". El tema es "Calling All Angels". Ocho episodios se hicieron, y los cinco episodios que originalmente no se emitieron en Estados Unidos están disponibles en Amazon Unbox.
El programa fue filmado en Nueva York a petición de Tucci, quien no quería estar lejos de casa para hacer la serie.
Cuando el piloto se rodó originalmente Dylan McDermott interpretó al Dr. Doug Hanson, y Reiko Aylesworth interpretó a la doctora Adrienne Holland.